# Rocca Pietore
Rocca Pietore là một đô thị ở tỉnh Belluno trong vùng Veneto, có vị trí cách khoảng 160 km về phía bắc của Venice và khoảng 40 km về phía tây bắc của Belluno. Tại thời điểm ngày 31 tháng 12 năm 2004, đô thị này có dân số 1.388 và diện tích 76 km².
Rocca Pietore giáp các đô thị: Alleghe, Canale d'Agordo, Canazei, Colle Santa Lucia, Falcade, Livinallongo del Col di Lana, Pozza di Fassa, San Tomaso Agordino, Soraga, Vallada Agordina.